# 藤原道兼
藤原道兼（961年—995年6月8日），为日本平安时代中期的一位关白，父关白藤原兼家，母藤原时姬。有同母兄关白藤原道隆，同母弟摄政藤原道长，同母妹一条天皇生母东三条院藤原诠子等。道兼以诱骗花山天皇出家和在关白之位的短暂而著名。

## 人物生平

### 花山天皇时代
永觀2年（984年）8月，花山天皇即位，道兼任藏人兼左少辨。花山天皇继位后，立道兼妹、圆融天皇女御藤原诠子所生的怀仁親王（即花山天皇的堂弟、後來的一條天皇）为东宫。眼见花山天皇的外舅藤原义怀专政，道兼之父兼家深感不快，想让自己的外孙怀仁亲王早日继位，自己好担任摄政。道兼探明父亲的意图后，想方设法为父亲谋划。

当时，道兼以藏人左少辨的职务，得以亲近花山天皇。花山天皇心爱的女御藤原忯子死了，花山天皇对她仍思慕不已。道兼和僧侣严久于是对天皇讲佛经，劝天皇退位，道：“陛下应早舍身入道，臣等也会一直侍奉跟从您的。”于是花山天皇被说服。宽和二年六月的一个晚上，花山天皇与道兼一起秘密出宫，来到花山。然而天皇却犹豫了。道兼打趣他道：“神剑和神玺都已经传给东宫了，此事已不可停止。”花山天皇于是只能投身花山元庆寺落发出家。

道兼本也该剃头，他却欺骗花山天皇说：“臣还未告诉父亲就要剃发，将永远是一个不孝子。请让我先回家和父亲诀别。”于是拂袖而去。花山天皇这才明白自己被道兼欺骗了。这时距离他登基才只有两年。

### 一条天皇时代
一条天皇登基后，兼家顺利以外祖父的身份任摄政，道兼亦蒙恩惠，天皇登基未及半年便累计功勋任权中纳言。永祚元年，又拜权大纳言，叙正二位。正历元年，兼任右近卫大将。正历二年，受兄摄政藤原道隆所让，任内大臣。正历五年，再升右大臣。

长德元年，其兄藤原道隆薨。道隆嫡子藤原伊周欲承袭父亲为关白，却不得不忌惮位高权重的叔父道兼，于是秘密令外祖父高阶成忠诅咒道兼。正好道兼生病了，经过占卜，认为应该迁居，于是道兼道兼移居往日与他交好的藤原相如的府邸。在那儿住下后不久，一条天皇下诏封他为关白。

然而接受关白任官的拜贺后不久，道兼就因当时的流行传染病去世，享年三十四岁。因其任关白时间极短，世间谓之“七日关白”。赠正一位太政大臣。

## 人物小像
道兼为人雄杰，胡子很多，心性狂暴乖戾。

## 轶事
道兼常说：“我有功于我的父亲，继承他为关白的人舍我其谁？”其父兼家亦曾问藤原有国、平惟仲和多米国平说：“我的几个儿子谁可以继承我？”有国平时与道兼关系好，又觉得兼家能专权如此，道兼出了不少力，所以回答说道兼继承好。惟仲和国平则说：“选继承人怎可不顾嫡庶之分？（虽然事实上二人为同母所出）”后来兼家听从了后者的意见，由嫡长子藤原道隆袭职为关白，道兼十分失望。他在父亲面前没有脸面，和宾客游乐时，当时的人都笑话他。

## 任官历
- 天延3年（975年）1月7日：叙从五位下
- 天元2年（979年）12月2日：任侍从
- 天元3年（980年）升殿
- 天元6年（983年）1月27日：转任彈正少弼
- 永観2年（984年）
  - 1月10日：藏人补任
  - 8月25日：叙从五位上
  - 8月27日：新帝（花山天皇）蔵人补任
  - 10月10日：叙正五位下，仍任蔵人
  - 10月30日：任左少辨，仍任蔵人
- 寛和2年（986年）
  - 6月23日：藏人头补任
  - 7月5日：叙従四位下，蔵人頭如元
  - 7月16日：任右近衛権中将，蔵人頭如元
  - 7月20日：參議補任。右近衛中将如元
  - 8月13日：兼任美作権守
  - 10月15日：叙従三位，转任権中納言
  - 11月22日：叙正三位、権中納言如元
- 寛和3年（987年）
  - 11月11日：叙従二位、権中納言如元
- 永延3年改元为永祚元年（989年）后
  - 2月23日：転任権大納言
  - 3月4日：兼任皇太后宮（藤原诠子）大夫
  - 4月5日：叙正二位、権大納言・皇太后宮大夫如元
- 永祚2年改元为正暦元年（990年）后
  - 6月10日：兼任右近衛大将
- 正暦2年（991年）
  - 9月7日：转任内大臣、右近衛大将如元
  - 8月28日：转任右大臣
  - 9月7日：右近衛大将如元
- 正暦6年改元为長徳元年（995年）后
  - 4月27日：関白宣下
  - 4月28日：藤氏長者宣下
  - 5月8日：薨去。享年35
  - 5月25日：贈正一位太政大臣

## 家族
- 父:藤原兼家
- 母:藤原時姫（藤原中正之女）
- 正妻:藤原遠量之女 - 后改嫁藤原显光
  - 次男:藤原兼隆（日语：藤原兼隆）（985-1053）
  - 三男:藤原兼綱（988-1058）（一说母亲为藤原国光之女）
  - 四男:藤原兼信
  - 女:二条殿御方 - 藤原威子女房
- 妻:藤原繁子（藤原師輔之女，道兼的姑姑，一条天皇的乳母）
  - 女:藤原尊子（984-1022） - 一条天皇女御、后改嫁藤原通任
- 生母不明
  - 長男:福足君

## 相關作品
- 致光之君（2024年、NHK大河劇、演員：玉置玲央（日语：玉置玲央））